# Marcelo Barros
Pour les articles homonymes, voir Barros.
 (novembre 2024).
La mise en forme du texte ne suit pas les recommandations de Wikipédia : il faut le « wikifier ».
Les points d'amélioration suivants sont les cas les plus fréquents. Le détail des points à revoir est peut-être précisé sur la page de discussion.
- Les titres sont pré-formatés par le logiciel. Ils ne sont ni en capitales, ni en gras.
- Le texte ne doit pas être écrit en capitales (les noms de famille non plus), ni en gras, ni en italique, ni en « petit »…
- Le gras n'est utilisé que pour surligner le titre de l'article dans l'introduction, une seule fois.
- L'italique est rarement utilisé : mots en langue étrangère, titres d'œuvres, noms de bateaux, etc.
- Les citations ne sont pas en italique mais en corps de texte normal. Elles sont entourées par des guillemets français : « et ».
- Les listes à puces sont à éviter, des paragraphes rédigés étant largement préférés. Les tableaux sont à réserver à la présentation de données structurées (résultats, etc.).
- Les appels de note de bas de page (petits chiffres en exposant, introduits par l'outil «  Source ») sont à placer entre la fin de phrase et le point final[comme ça].
- Les liens internes (vers d'autres articles de Wikipédia) sont à choisir avec parcimonie. Créez des liens vers des articles approfondissant le sujet. Les termes génériques sans rapport avec le sujet sont à éviter, ainsi que les répétitions de liens vers un même terme.
- Les liens externes sont à placer uniquement dans une section « Liens externes », à la fin de l'article. Ces liens sont à choisir avec parcimonie suivant les règles définies. Si un lien sert de source à l'article, son insertion dans le texte est à faire par les notes de bas de page.
- La présentation des références doit suivre les conventions bibliographiques. Il est recommandé d'utiliser les modèles {{Ouvrage}}, {{Chapitre}}, {{Article}}, {{Lien web}} et/ou {{Bibliographie}}. Le mode d'édition visuel peut mettre en forme automatiquement les références.
- Insérer une infobox (cadre d'informations à droite) n'est pas obligatoire pour parachever la mise en page.

Pour une aide détaillée, merci de consulter Aide:Wikification.
Si vous pensez que ces points ont été résolus, vous pouvez retirer ce bandeau et améliorer la mise en forme d'un autre article.
Marcelo Barros de Sousa OSB (Camaragibe, 27 novembre 1944) est un moine bénédictin brésilien, écrivain et théologien.

## Biographie
Né dans une famille d'ouvriers, fils aîné d'une famille de dix frères. Il entre à l'école agricole de São Lourenço da Mata à l'âge de 14 ans. Le 1er décembre 1962, peu après ses 18 ans, il entre au monastère d'Olinda et, trois ans plus tard, il prononce ses premiers vœux monastiques. Ordonné prêtre le 24 octobre 1969  par Dom Hélder Câmara, il a travaillé, de 1967 à 1976, comme secrétaire et conseiller pour les affaires œcuméniques,.

## Parcours professionnel
Marcelo est un théologien  issu du groupe fondateur du Centre œcuménique d'études bibliques (CEBI).
Il est l'un des trois membres latino-américains de la Commission théologique de l'Association œcuménique des théologiens du tiers monde (ASETT), qui rassemble des théologiens d'Amérique latine, d'Afrique, d'Asie et des minorités noires et indigènes d'Amérique du Nord. Il a mené des recherches théologiques sur les relations entre le christianisme et les religions noires et indigènes et coordonne une collection sur la théologie du pluralisme religieux et d'un christianisme ouvert aux autres cultures et religions. Dans le cadre de la théologie de la libération, il a développé sa propre branche, la théologie de la Terre.
Conseille la Commission Pastorale de la Terre, une organisation pour la présence de l'Église au sein de la Réforme Agraire. Dans tout le continent latino-américain, il est connu pour avoir aidé les Églises à développer une réflexion théologique sur leur mission de solidarité et d'intégration avec les agriculteurs et les sans-terre, ainsi qu'à développer une théologie sur une conception du christianisme ouverte aux autres religions. Il a également été invité dans plusieurs pays pour parler d'écologie et de spiritualité holistique. Son livre The Spirit Comes Through the Waters (comment faire face à la crise mondiale de l'eau à travers une spiritualité œcuménique) a été traduit en espagnol, allemand et flamand.
Il a notamment collaboré avec des revues brésiliennes et des revues d'autres pays, d'Amérique latine et d'Europe. Il a publié chaque semaine des articles sur la spiritualité œcuménique et les défis de la vie, publiés par le journal O Popular, dont certains sont repris dans d'autres journaux brésiliens.
Le 26 septembre 2023, il reçoit de la Mairie de Recife, en la personne de la conseillère Liana Cirne, du Parti des Travailleurs, le titre de Citoyen d'Honneur de la capitale de Pernambuco.

## Travaux
- La Bible et la lutte pour la terre, Vozes, 1982.
- Cours biblique pour les communautés de base, Ed. Diocèse de Joinville, 1981.
- Nos pères nous l'ont dit, (Introduction narrative à la Bible), Vozes, 1983.
- La vie devient prière, (sur les psaumes) Paulinas, 1984
- Ta louange sur nos lèvres, (sur la liturgie), Paulinas, 1985.
- Théologie de la terre, (avec José Luiz Saravia), Vozes, 1988.
- Luta pela Terra : Caminho de Fé, (avec Vítor Westhelle et Ivo Poletto), Ed. Loyola, 1990.
- Célébrer le Dieu de la vie, Loyola, 1992.
- Les choses de la Bible, Paulus, 1991.
- Sur le chemin de l'Évangile, (sur une lecture latino-américaine de la Règle de saint Benoît), Vozes, 1993.
- La fête des petits, (sur les pèlerinages de la terre) co-écrit avec Artur Peregrino, Paulus, 1995.
- Lettere di un monaco tra i poveri, (Lettres d'un moine parmi les pauvres), Ed. Rocca, Assisi, Italie, 1994.
- Les pauvres posséderont la terre, CESE, Salvador, 1996.
- Dieu a dit : Annulez la dette, CESE, Salvador, 1998.
- Jubilé pour une nouvelle ère, Paulinas, 1999.
- Le rêve de la paix (l'unité des Églises, le dialogue entre les religions et la paix dans le monde), Vozes, 1997.
- Conversation avec Matthieu, CEBI, Paulus, 2002.
- La vie devient alliance (sur les psaumes), Paulus, CEBI, 2003.
- L'esprit vient à travers les eaux. Loyola, 2008.
- A secreta magia do caminho(roman) Ed. Nova Era , Ed. Record, 1997.
- A noite do Maracá, (roman), Ed. Rede da Paz, Goiás, 2001,
- Le temps d'aimer (sur l'année liturgique), avec Penha Carpanedo, Paulinas, 2001.
- Le temps d'aimer (sur l'année liturgique), avec Penha Carpanedo, Paulinas, 2001.
- La fête du berger (roman), Ed. Rede da Paz, Goiás, 2004.
- Théologie pluraliste latino-américaine de la libération, avec d'autres auteurs, Loyola, 2006.
- Théologie pluraliste intercontinentale de la libération, avec d'autres auteurs, Éditions Paulinas, 2008. Paulus, 2012.
- Il Sapore della Libertà (en italien), Ed. Meridiana, Italie, 2010.
- Espiritualidad Socialista para ese siglo, Ed. Alandar, Madrid, Espagne, 2012.
- Dom Helder Camara - prophète pour notre temps. Réseau de la paix, 2008, Paulus, 2013.
- O sabor da festa que renasce, (sur la théologie de la libération afro-latino-américaine), Paulinas, 2011.
- Para onde vai Nuestra América (Une spiritualité socialiste pour le 21e siècle), Ed. Nhanduti, São Paulo, 2011.
- Bonne nouvelle pour le monde entier (Commentaire œcuménique sur l'Évangile de Luc), Recife, FASA, 2014.
- Évangile et institution, Paulus, 2014.
- Dialogue avec amour, (Prédication des Psaumes dans le monde d'aujourd'hui), Padoue, Ed. Messaggero, Italie, 2015.
- Sul il sentiero degli uomini, Vangelo di Marco, Ed. EMI, Italie, 2015